# Архаїчний джаз
Архаїчний джаз (англ. archaic jazz) — первинна стадія розвитку негритянської інструментальної музики, яку виконували нью-орлеанські вуличні духові оркестри, серед яких формувався джаз. Архаїчний джаз охоплює період від 1865 (кінець громадянської війни в США) до 1900 років і передував періоду так званого традиційного джазу. У свою чергу період традиційного джазу умовно поділяється на Нью-орлеанський джаз (1900–1918 р.р.) та Чиказький період традиційного джазу (1918–1928 рр.)
Говорячи про архаїчний джаз, мова йде про найперші спроби спонтанної колективної імпровізації з елементами блюзу. Прийнято вважати, що ці спроби належать авторству афроамериканців із сільської місцевості, які масово з'їхалися до Нового Орлеану після відміни рабства і приєднувалися до вуличних духових оркестрів. 
Варто зазначити, що слова «джаз» на той момент не існувало — воно з'явиться тільки на початку ХХ сторіччя в розважальних закладах нью-орлеанського району Сторівіль (Storyville), спочатку як «JASS», пізніше й до тепер «JAZZ». Проте, архаїчний джаз дав світу цілу низку знакових імен джазових музикантів, таких як Банк Джонсон, Бадді Болден, Кід Орі та багато інших .

## Історія появи
Вуличні духові оркестри були достатньо розповсюджені  практично з початку існування Сполучених Штатів. У роки громадянської війни в Америці (1861–1865 р.р.) частіше виконували функцію пленерного, церемоніального супроводу. Але й у мирний час вони не зникали, а й активно виконували різнопланову, перед усім розважальну функцію: починаючи від музичного супроводу парадів та рекламних дій, вуличних танців та весіль, до участі у похоронній процесії (до речі, дана традиція зберіглася в Новому Орлеані до наших днів, і оркестри в стилістиці диксиленд продовжують залишатися неодмінним атрибутом траурної ходи «по Ново-Орлеанськи»). 
Зрозуміло, що вуличні оркестри Архаїчного джазу, за період свого розвитку зазнали серйозних стилістичних змін, від суто білих або креольських складів, до суто негритянських блюзових колективів, але інструментарій їх залишався незмінним, практично до 1918 року (корнет, кларнет, тромбон, туба та ударні — великий та малий барабани, тарілки. Іноді зустрічалися флейти й навіть скрипки, але це було виключенням). 
Коли афроамериканці отримали свободу та доступ до найдешевших музичних інструментів (зламані духові інструменти демобілізованих військових оркестрів можна було знайти навіть на звалищах), вони активно почали входити до складу вуличних духових оркестрів, а згодом почали організовувати й власні.
На початку свого музикування афроамериканці просто наслідували виконавську манеру та репертуар білих музикантів Нового Орлеану. Але поступово у їхньому виконанні природно з'являлися риси африканського фольклору (блюз). Саме так з'явився перший у світі оркестровий джаз, який отримав назву архаїчного. 
На сьогодні немає жодних звукових джерел у вигляді записаних платівок періоду архаїчного джазу. Усі відомі записи відносяться до 20-х років ХХ сторіччя (перша джазова платівка датується 1917 роком «Original dixieland jazz band»). Тоді вони почали масово переїжджати до Чикаго та Нью-Йорку, де і робили свої перші записи. 